# Michele Borba
Michele Borba (* um 1952) ist eine amerikanische Psychologin und Erziehungswissenschaftlerin, die durch die Veröffentlichung von Erziehungsbüchern und Elternratgebern bekannt geworden ist. Sie gilt als Expertin auf den Gebieten Elternhauserziehung, Charaktererziehung und Bullying.

## Leben
Borba hat an der Santa Clara University einen Bachelor- (1972) und Masterabschluss (1975) im Fach Learning Disabilities und an der University of San Francisco einen Ph.D.-Grad im Fach Educational Psychology and Counseling erworben. Als Schullehrerin hat sie sowohl mit gewöhnlichen als auch mit behinderten, lernbehinderten, emotional gestörten und verhaltensauffälligen Schülern gearbeitet. Mit letzteren hat sie sich auch als niedergelassene Therapeutin mit eigener Praxis beschäftigt.
Borba hat mehr als 20 Bücher veröffentlicht, von denen einige internationale Verbreitung erlangt haben. Deutsche Übersetzungen liegen bisher allerdings nicht vor. Als Erziehungsexpertin besitzt Borba in den USA eine starke Medienpräsenz und ist allein im NBC-Morgenmagazin Today mehr als 100-mal aufgetreten. Sie spricht als Expertin in dem Dokumentarfilm Bullied to Silence (2012) und hat als Beraterin an der Produktion des Dokumentarfilms The Bully Project (2012) mitgewirkt. Auf der Grundlage eines von Borba ausgearbeiteten Vorschlages (Ending School Violence and Student Bullying, SB1667) hat der kalifornische Kongress 2002 ein Anti-Mobbing-Gesetz für Schulen verabschiedet.
Borba hat drei erwachsene Söhne und lebt mit ihrem Mann in Palms Springs.

## Publikationen (Auswahl)
- Esteem Builders: A K-8 Self-Esteem Curriculum for Improving Student Achievement, Behavior, and School Climate (1989)
- Self-Esteem: A Classroom Affair (1993)
- Parents Do Make a Difference: How to Raise Kids with Solid Character, Strong Minds, and Caring Hearts (1999)
- Character Builders : Responsibility and Trustworthiness (2000)
- Character Builders : Respect for Self and Others (2001)
- Character Builders: Positive Attitudes and Peacemaking for Primary Grades (2001)
- Building Moral Intelligence: The Seven Essential Virtues that Teach Kids to Do the Right Thing (2002)
- No More Misbehavin': 38 Difficult Behaviors and How to Stop Them (2003; eingeschränkte Online-Version in der Google-Buchsuche-USA)
- Don’t Give Me That Attitude! 24 Rude, Selfish, Insensitive Things Kids Do and How to Stop Them (2004; eingeschränkte Online-Version in der Google-Buchsuche-USA)
- Nobody Likes Me, Everybody Hates Me: The Top 25 Friendship Problems and How to Solve Them (2005)
- 12 Simple Secrets Real Moms Know: Getting Back to Basics and Raising Happy Kids (2006; eingeschränkte Online-Version in der Google-Buchsuche-USA)
- The Big Book of Parenting Solutions: 101 Answers to Your Everyday Challenges and Wildest Worries (2009; eingeschränkte Online-Version in der Google-Buchsuche-USA)

## Auszeichnungen
- National Educator Award des National Council of Self-Esteem
- Outstanding Alumna Award der Santa Clara University
- Award for Outstanding Contribution to the Educational Profession des Bureau of Education and Research